# Joël Geissmann
Joël Geissmann (* 3. März 1993 in Hägglingen) ist ein Schweizer ehemaliger Fußballspieler.

## Karriere

### Verein
Geissmann begann mit dem Fussballspielen in seinem Heimatort Hägglingen. Später wechselte er in die Jugend des FC Aarau. Im Juni 2010 spielte er erstmals für die U-21-Mannschaft der Nachwuchsauswahl des Kantons Aargau Team Aargau in der damals viertklassigen 2. Liga interregional. Bis Saisonende kam er zu insgesamt zwei Ligaeinsätzen. Im Dezember 2010 debütierte er bei der 0:1-Niederlage gegen den SC Kriens für den FC Aarau in der Challenge League, als er in der 80. Minute für Giuseppe Rapisarda eingewechselt wurde. Dies blieb sein einziger Saisoneinsatz für den FC Aarau. Zudem kam er 13-mal für das Team Aargau in der 2. Liga interregional zum Einsatz und schoss dabei sieben Tore. Im Sommer 2011 wurde der Mittelfeldspieler an den Grasshopper Club Zürich verliehen. Bis Saisonende absolvierte er 25 Partien für die zweite Mannschaft in der damals drittklassigen 1. Liga, in denen er vier Treffer erzielte. Im Sommer 2012 schloss er sich auf Leihbasis dem FC Baden an. Bis Saisonende bestritt Geissmann 23 Spiele in der nun viertklassigen 1. Liga und schoss dabei sieben Tore. In der folgenden Spielzeit kam er zu vier Ligaspielen für den FC Baden, wobei er einmal traf. Anfang 2014 wurde er erneut verliehen, diesmal an den Zweitligisten FC Wohlen. Bis Saisonende absolvierte er 16 Partien in der Challenge League, in denen er zwei Tore schoss. Im Sommer 2014 wurde er fest verpflichtet. In der anschliessenden Saison 2014/15 bestritt Geissmann 30 Spiele in der zweithöchsten Schweizer Spielklasse und erzielte dabei fünf Treffer. In der Spielzeit 2015/16 kam er zu 32 Ligapartien, in denen er erneut fünfmal traf.
Im Sommer 2016 wechselte er in die Super League zum FC Thun. Bis zum Ende der Saison absolvierte er 27 Spiele in der ersten Schweizer Liga und erzielte dabei fünf Tore. Im Sommer 2017 unterschrieb er einen Vertrag beim Ligakonkurrenten FC Lausanne-Sport. In Lausanne fungierte er ebenfalls als Stammspieler und kam in seiner ersten Spielzeit zu 33 Einsätzen in der Super League, in denen er fünf Tore schoss. Die Mannschaft stieg schlussendlich als Tabellenletzter in die Challenge League ab. In seiner zweiten Saison bei den Waadtländern bestritt er 26 Partien in der zweiten Spielklasse und schoss dabei drei Tore. In der folgenden Spielzeit 2019/20 wurde er 30-mal in der Challenge League eingesetzt, wobei er ebenfalls dreimal traf. Das Team stieg schliesslich als Tabellenerster in die Super League auf. In der nächsten Saison 2020/21 kam Geissmann neunmal in der Super League zum Einsatz und schoss dabei ein Tor, ehe er ab Dezember 2020 wegen den Folgen einer Gehirnerschütterung ausfiel.

### Nationalmannschaft
Geissmann spielte ab 2009 für die Schweizer U-17-Nationalmannschaft, für die er insgesamt sechsmal zum Einsatz kam und dabei ein Tor schoss. 2010 nahm er mit ihr an der U-17-Europameisterschaft teil, bei der die Schweiz in der Gruppenphase ausschied. Im selben Jahr spielte er erstmals für das U-18-Team, für das er in sechs Partien zwei Treffer erzielte. Zwischen 2011 und 2012 wurde er elfmal in der U-19-Auswahl der Eidgenossen eingesetzt und schoss dabei ein Tor.